# Bremerholm (københavnsk gade)
 For alternative betydninger, se Bremerholm. (Se også artikler, som begynder med Bremerholm)
Bremerholm er en gade i Indre By i København. Den går fra Østergade til Holmens Kanal. Gaden blev anlagt som følge af et omdiskuteret gadegennembrud i 1930'erne, der erstattede en række tidligere mindre gader.

## Navn
Gaden er opkaldt efter det historiske område Bremerholm (det nuværende Gammelholm). Gaden ligger dog ikke på det område, der tidligere hed Bremerholm, men fører derhen.
På en del af strækningen, hvor Bremerholm ligger i dag, lå oprindelig gaden Ulkegade. Navnet blev efterhånden så belastet blandt søfolk, at man skiftede til Holmensgade, men det navn blev efterhånden lige så berygtet, og da den nuværende gade blev anlagt, fik den navnet Bremerholm i 1932.

## Historie
Området omkring den nuværende gade Bremerholm blev oprindelig kaldt Dybet, hvilket også er grunden til at en af gaderne i området stadig hedder Dybensgade. Dybet var i middelalderen åbent vand. I midten af 1500-tallet begyndte man at opfylde Dybet med jord og affald, men Holmens Kanal blev først fyldt op mellem 1858 og 1864. I området blev der opført en række boliger (kaldet "boder") for flådens søfolk. Da Christian 4. byggede Nyboder til flådens folk, blev de ældre boder omdøbt til "Gammelboder".
Da gaderne i området havde navne som Hummer- og Laksegade, inspirerede det Gustav Esmann til navnet Mayonnaisekvarteret for området. I dag siger man hellere Minefeltet.
Hummergade er for længst nedlagt, men ved Bremerholm 35 er et indhak i husrækken, som viser, hvor gaden gik.   
Den nuværende gade blev anlagt som følge af et gadegennembrud i 1930'erne, der erstattede en række tidligere mindre gader, blandt andet Integade og Holmensgade.